# الغارقة (القفر)

تعديل مصدري - تعديل

الغارقة محلة تابعة لقرية الضبر، التابعة لعزلة بني سباء بمديرية القفر إحدى مديريات محافظة إب في الجمهورية اليمنية، بلغ تعداد سكانها 89 حسب تعداد اليمن لعام 2004.